# HPC2N
HPC2N (High Performance Computing Center North) är ett nationellt center för vetenskapliga och parallella beräkningar. Anläggningen ligger i Umeå.
HPC2N är ett samarbete mellan:
- Umeå universitet
- Luleå tekniska universitet
- Institutet för rymdfysik
- Sveriges lantbruksuniversitet
- Mittuniversitetet